# Yolanda Feindura

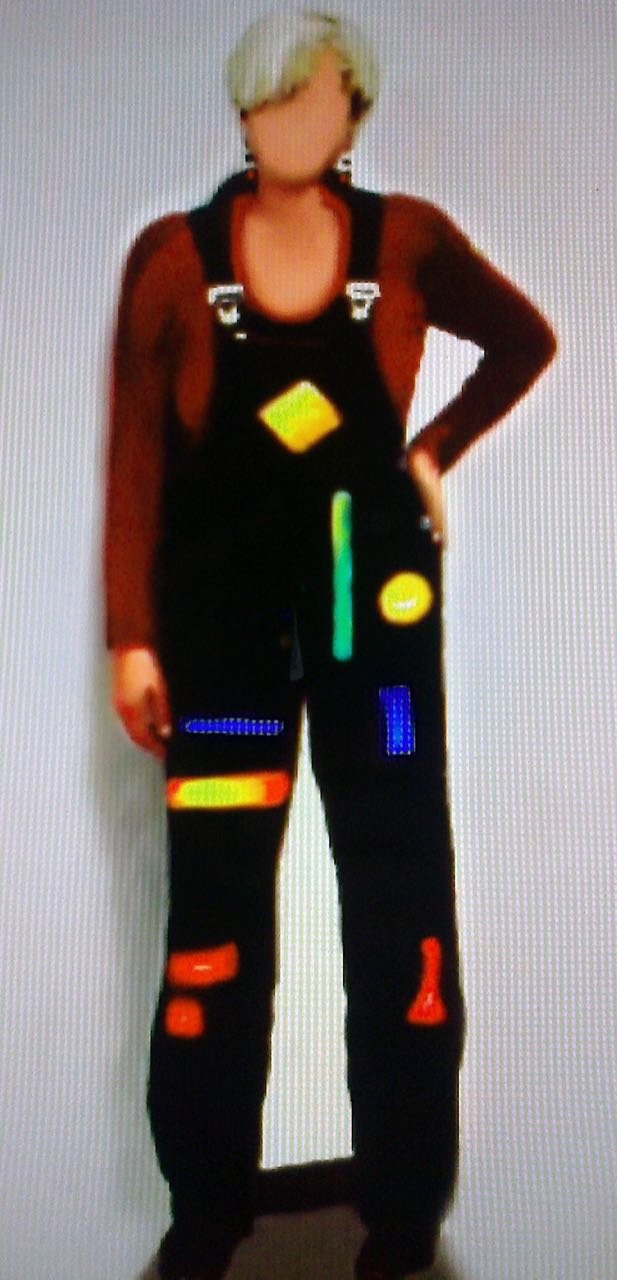
UniForm – Logo der Bremer Künstlerin Yolanda Feindura

Yolanda Feindura, geb. Schlosshauer, (geboren 10. Mai 1945 in Bad Pyrmont) ist eine deutsche Malerin. Sie lebt und arbeitet in Bremen.

## Leben
Yolanda Feindura wuchs in Hannover auf und besuchte dort ab 1951 die reformpädagogisch ausgerichtete Jenaplanschule, ab 1955 die Elsa-Brändström-Schule und danach die Freie Waldorfschule bis zum Abitur 1964. Während der Schulferien arbeitete sie häufig: mit elf Jahren in einer Gärtnerei, dann in einer Steppdeckenfabrik, in einer Druckerei, als Fahrstuhlführerin im Kaufhaus, als Weihnachtsbaumverkäuferin und Werbebannermalerin.
Durch den Künstler WP Eberhard Eggers fand sie 1959 Zugang zu dem von ihm geleiteten Kunstkreis in Hannover-Ricklingen. 1964 begann sie ein Studium an der Werkkunstschule Hannover. Sie erlernte unter anderem bei Helmut Gressieker Grundlagen künstlerischen Gestaltens, Tiefdrucktechniken bei Herbert Jaekel und räumliches Zeichnen bei Otto Almstadt. Von 1965 bis 1970 besuchte sie die Staatliche Hochschule für Bildende Künste in Berlin und setzte bei Helmut Thoma und besonders Johannes Geccelli ihren Schwerpunkt auf die Bereiche Zeichnen und Malerei. Kunstgeschichte hörte sie bei Hubertus Lossow, die Prüfung für künstlerisches Werken legte sie in der Metallwerkstatt von Werner Gailis und in der Textilwerkstatt von Marianne Meyer-Weisgerber ab.
1970 nahm Feindura ein Studium der Kunstgeschichte an der Albert-Ludwigs-Universität Freiburg auf und legte bis zum Staatsexamen ihren Fokus auf Architektur, insbesondere bei Johannes Langner und Ernst Adam.
Sie finanzierte ihren Lebensunterhalt als Kunsterzieherin und als Kunstpädagogin am Goethe-Gymnasium Freiburg. 1977 machte sie ihr zweites Staatsexamen am Gymnasium Waldkirch und kehrte dann als Lehrkraft an das Goethe-Gymnasium in Freiburg zurück. Ab 1980 verlagerte sie ihren Lebensmittelpunkt nach Bremen, wo sie an verschiedenen Schulzentren Kunst unterrichtete und zum Teil auch Ausstellungen der Arbeiten ihrer Schülerinnen und Schüler organisierte.
Parallel dazu hatte Feindura an der Universität Bremen von 1985 bis 2005 einen Lehrauftrag für künstlerische Praxis inne. Zu Beginn der 90er Jahre war sie zwei Jahre lang als Museumspädagogin an der Kunsthalle Bremen tätig. Dazwischen nahm sie an pädagogischen Ausstellungen in Freiburg und Bremen teil und hatte verschiedene Einzelausstellungen.
Darüber hinaus ist sie im Chor der Universität Bremen sowohl gesanglich aktiv wie auch in dessen Außendarstellung. Zuvor gehörte sie der Gesangsgruppe Heidi-Brüll-Revival-Band an.

## Werk

### 1970er bis 1990er Jahre
In den 1970er Jahren entstanden meist monumentale Porträts. Aus jeweils 100 bis 150 zum Teil in Zeitraffer erstellten Fotografien suchte sich Feindura das eine Foto heraus, das ihr an der dargestellten Person am treffendsten für deren abgewandte innere Seite erschien. Diese eine Aufnahme diente ihr dann für die Bearbeitung auf der Leinwand. Unter anderem porträtierte sie Jutta Lampe und stand in Korrespondenz mit ihr.

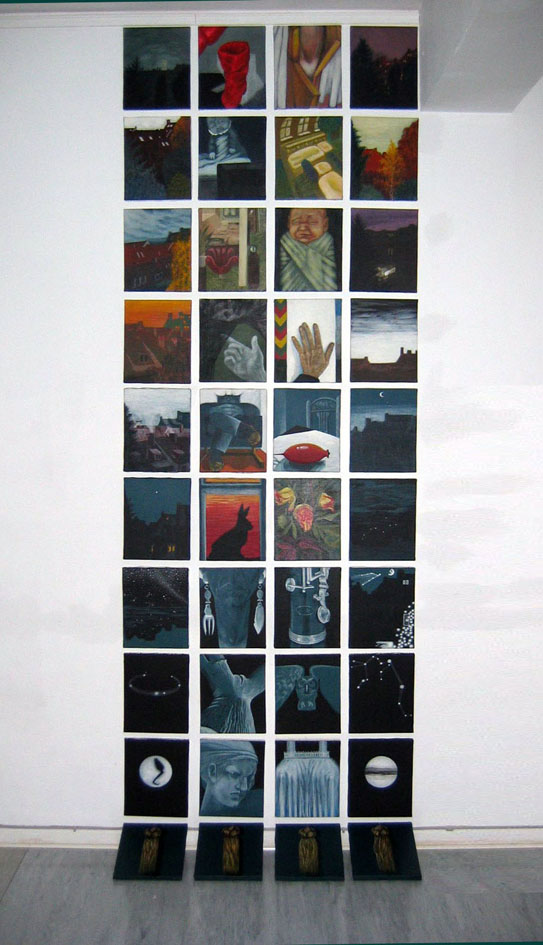
Wandteppich von Yolanda Feindura – Innen und Außen

Seit der Mitte der 1980er Jahre bezog Yolanda Feindura Kopiermedien in ihre künstlerischen Arbeiten ein. Sie beschäftigte sich angesichts der rasanten Entwicklung dieser Maschinen mit dem Kopierrecht, das sie in Frage gestellt sah. Sie kopierte Körperteile oder Alltagsgegenstände, die sie durch Bewegung auf dem Kopierschirm verfremdet hatte, collagierte sie auf eine Leinwand und stellte durch Überarbeitung sowohl befremdende als auch bildöffnende Zusammenhänge her. Oder sie zeichnete auf Papier, das sie dann kopierte. Im Anschluss daran veränderte sie die Kopie mit zeichnerischen oder malerischen Mitteln. Sie wiederholte diesen Vorgang so oft, bis sie eine Reihe erstellt hatte, deren Endbild ohne Qualitätsverlust beliebig oft kopiert werden konnte. Diese Bilder und Reihen nannte Yolanda Feindura CopyFights.
In den 1990er Jahren wurden ihre Bildformate kleiner; auf der Leinwand erschienen zum Teil gestaffelte Räume oder Landschaften. Um die Jahrtausendwende entstanden zwei Teppiche auf Leinwand, die als Wandfläche von der Boden- bis zur Deckenleiste reichen. Der eine thematisiert mit insgesamt 28 kleinformatigen Tafeln eine kritisch-symbolhafte und titelgebende Ansicht über Das Zwanzigste Jahrhundert (1999 bis 2000); der andere, etwas frühere, trägt den Titel Innen und Aussen und zeigt mit insgesamt 40 kleinformatigen Tafeln abwechselnd den Blick, der sich auf die vergehende Jahreszeit nach draußen richtet, und den, der dem inneren Zustand der Gedanken gilt.

### Arbeiten im und aus dem öffentlichen Raum

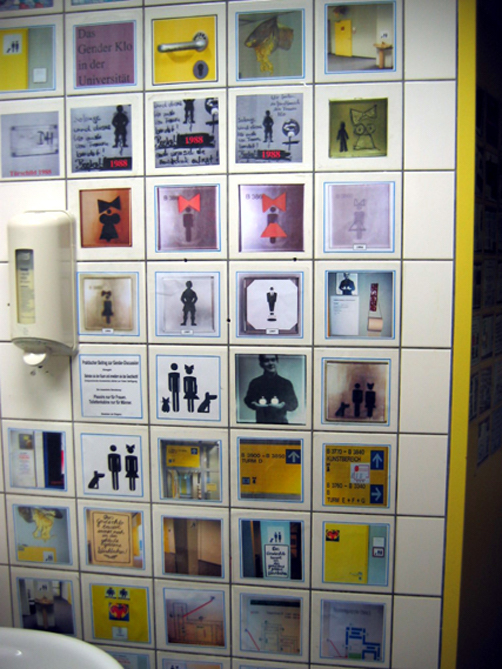
GenderKlo – Fragment von 2005

Zu Yolanda Feinduras Arbeiten im öffentlichen Raum gehört das GenderKlo an der Universität Bremen. Es entwickelte sich rund um das Millennium aus den Auseinandersetzungen der von Frauen und Männern gemeinsam benutzten Toilette und wurde von ihr jenseits ihrer Lehrverpflichtung als fortlaufende Kunstaktion mit Hilfe von Studierenden über mehrere Jahre hinweg umgesetzt. Das GenderKlo ermunterte zur Erweiterung des Geschlechts und belebte die Diskussionskultur innerhalb dieses Studienzweigs wie auch angrenzender Fachbereiche. Heute existieren davon nur noch Fragmente.

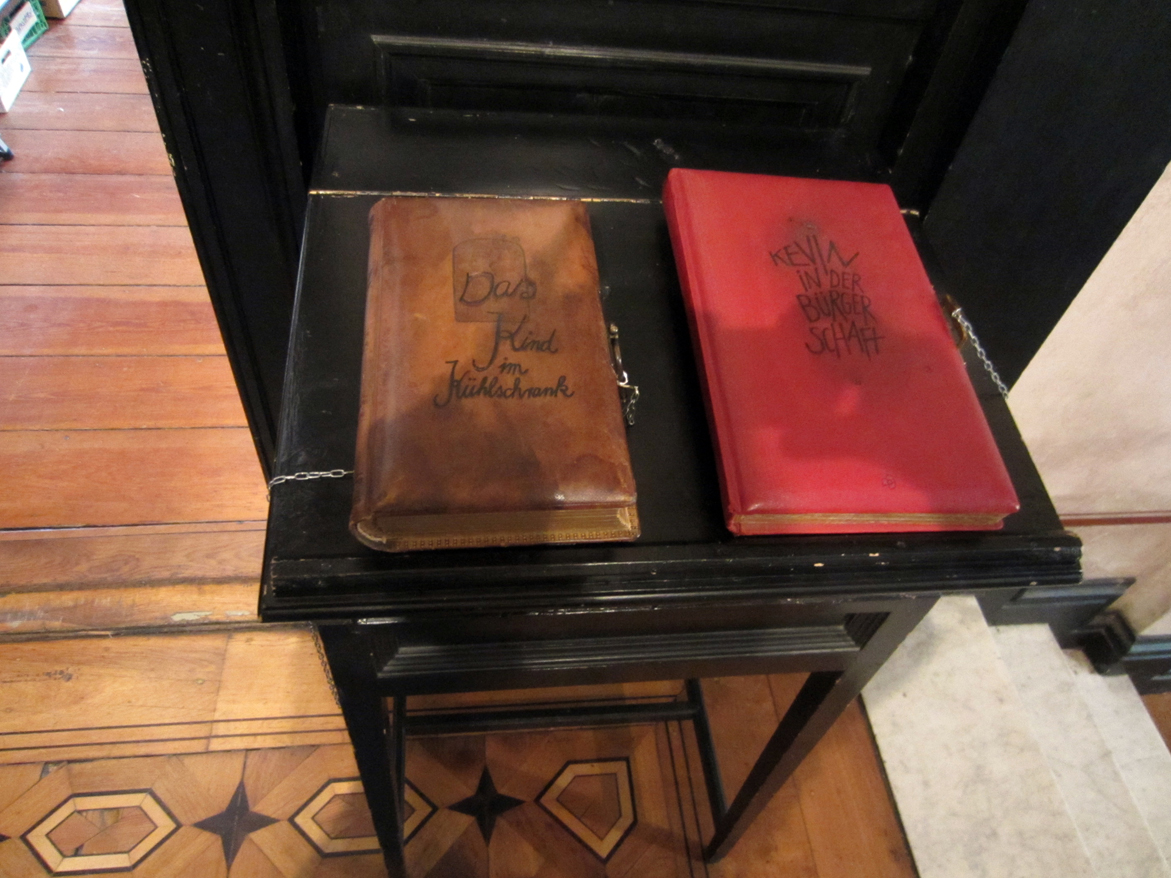
Künstlerbücher von Yolanda Feindura über Kevin – ab 2008

Die Auseinandersetzungen mit dem sogenannten Fall Kevin, den Feindura ab dem Jahr 2006 als zivile Prozessbeobachterin von Beginn an miterlebte, waren Gegenstand zweier Ausstellungen – 2008 im Atelierhof, 2013 in der Villa Ichon, beide in Bremen. Im Gespräch mit der Presse nahm Feindura in diesem Zusammenhang öffentlich Stellung zum Verfahren wie auch zum Verhalten des Angeklagten. „Es hat mich geärgert, dass er nicht gesprochen hat,“ sagte sie, und begleitete das Geschehen um die Kindstötung sowohl im parlamentarischen Untersuchungsausschuss der Bremer Bürgerschaft als auch im Gerichtsprozess mit über 800 Zeichnungen und circa 100 Textblättern, „weil ich nicht mehr stoppen konnte, mir ein Bild zu machen, wo ich doch nur hören wollte“, so Feindura gegenüber dem Fernsehsender RTL Nord. Zudem stellte sie eine szenische Lesung und eine Video-Arbeit darüber zusammen. Abschließend ließ sie ein dreibändiges Künstlerbuch dieser Arbeiten drucken und verwendete Blätter davon auch für zwei ihrer in alten Fotoalben dargestellten Werke mit dem Titel Vergangenheiten der Gegenwarten.

### Arbeiten über Traumatisierungen

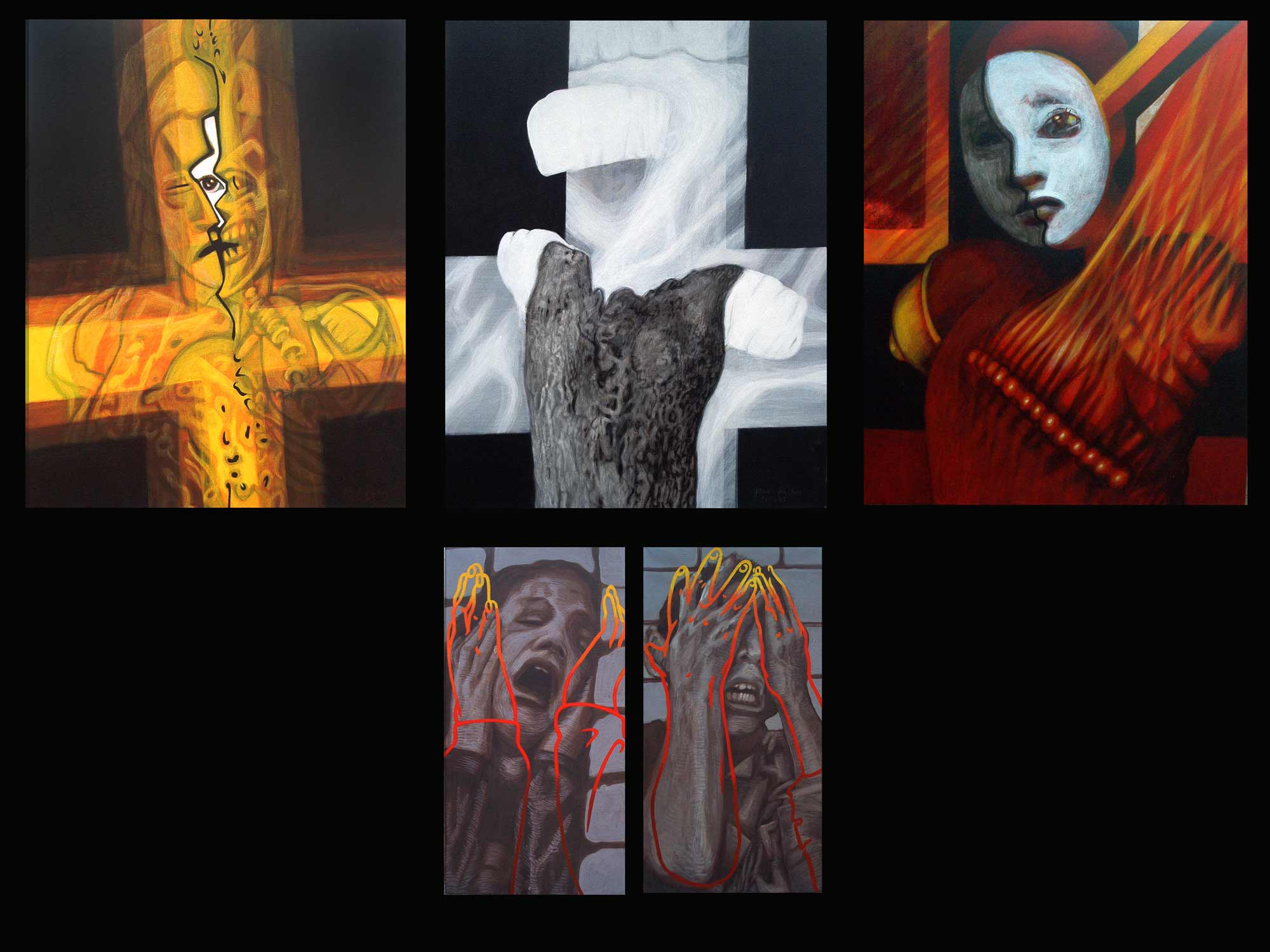
Yolanda Feindura – Fünfteiliger Altar Trauma (2003)

Yolanda Feinduras Ausstellung Letzte Worte zum Trauma wurde im Jahr 2010 in der Galerie des Atelierhofs durch Dr. Gabriele Treu vom Notruf für vergewaltigte Frauen und Mädchen (Bremen) eröffnet und zeigte Gemälde aus den Jahren 1997 bis 2010, wie zum Beispiel den fünfteiligen Altar Trauma, der die Biografie des in der Irakoffensive der US-Armee im Jahr 2003 brandverletzten und beidseits armamputierten 12-jährigen Kriegswaisen Ali Ismail Abbas als ikonografischen Ausgangspunkt nahm und den Begriff der Traumatisierung allgemeingültig erweiterte, wie in dem Diptychon Innen und Außen.

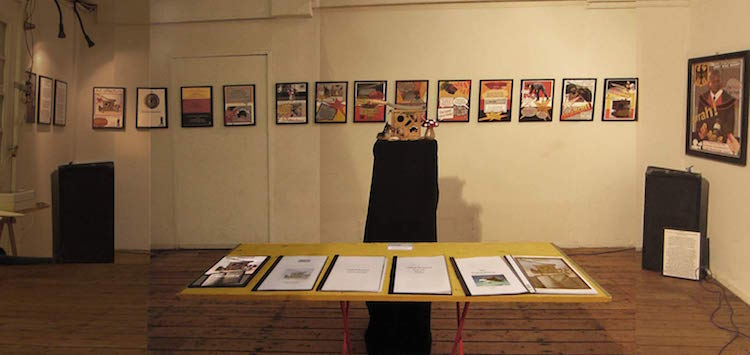
Ausstellung Ad olFactum – 2016

### Polizeiliche Beschlagnahme von Ad olFactum 2016
Das dreiteilige Mixed-Objects-Ensemble Ad olFactum stand ab 2004 im Schaufenster des Ateliers von Yolanda Feindura und wurde am 9. November 2016 von der Polizei beschlagnahmt, weil an der Stirnseite einer dazugehörigen Steckbox auf der schmalen Wehrmachtsnadel ihres Vaters Wilhelm Schlosshauer (* 1905 in Paris, † 1995 in Hannover) ein 0,4 cm² kleines Hakenkreuz erkennbar ist. Schaufenster-Schauende hatten daran Anstoß genommen und nach §86a des Strafgesetzbuchs mehrfach Anzeige erstattet. „In dem Holzkasten ist sein Tagebuch, am Tag meines Geburtstages, dem 10. Mai 1945, ist keine Eintragung,“ sagte Yolanda Feindura im Dezember 2016 gegenüber dem Weser-Kurier. „Man muss es doch nur mal in seinem antifaschistischen Kontext sehen“ und einbeziehen, dass sich Ad olFactum in einem Kunstatelier befände. „Für die Zukunft wünsche ich mir einen nachdenklichen Blick auf immer das Ganze.“ Um die Arbeit weiterhin ausstellen zu können, erwirkte Yolanda Feindura 2016 hierfür die staatsanwaltliche Erlaubnis. In der darauffolgenden Buchpublikation Ad olFactum (2016) setzte sie sich sowohl mit dem Kunstwerk als auch mit den Ereignissen im Zusammenhang mit der Beschlagnahme künstlerisch auseinander. Darin legte sie unter anderem dar, der Staatsanwalt habe der Zurschaustellung des Werkes im Namen der Kunstfreiheit nach Art. 5 Absatz 3 des Grundgesetzes (GG) uneingeschränkt zugestimmt: „Frau Feindura darf das Ensemble ohne Abstriche in der Öffentlichkeit zeigen.“

### Andere künstlerische Ausdrucksformen

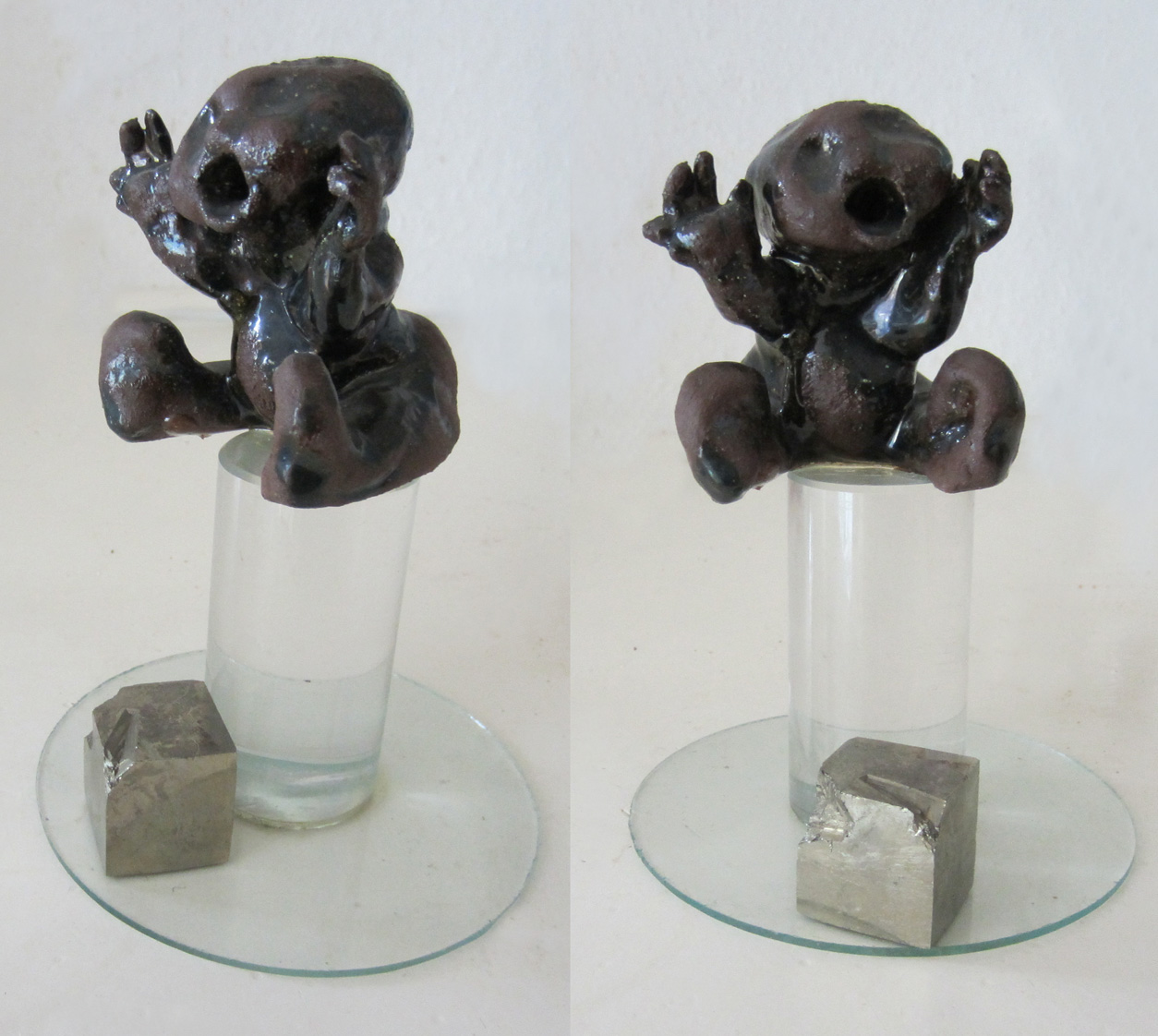
Kleinplastik von Yolanda Feindura – Katzengold (1995)

Yolanda Feinduras künstlerisches Spektrum reicht von Zeichnungen bis zur Karikatur, von der Malerei in unterschiedlichen Techniken über Collagen bis zu Objekten, Plastiken und Video-Arbeiten. Teils kombiniert sie konträr zueinander stehende Techniken, Materialien und Formate, etwa indem sie Ölfarben nach den Grundsätzen der Aquarellmalerei einsetzt, oder Acrylmalerei wie Ölmalerei erscheinen lässt. Ein solches ‚artfremdes Bearbeiten‘ ist ein wiederkehrendes Merkmal in ihrem Schaffen.

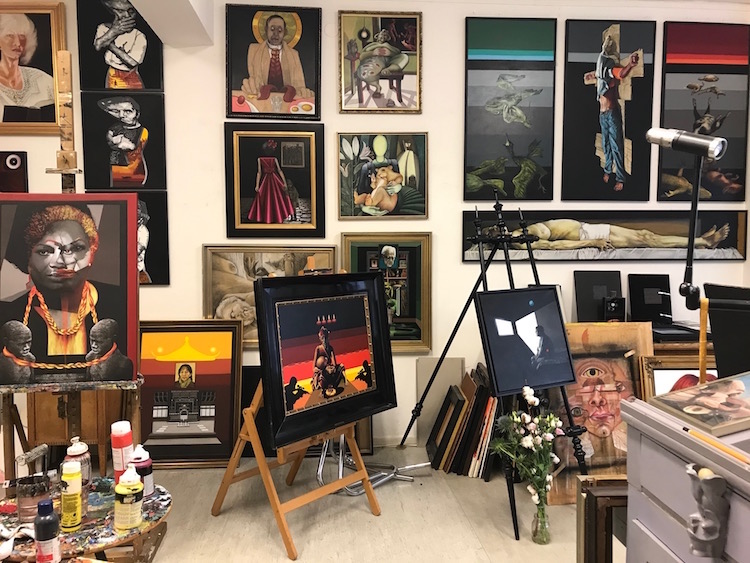
Atelier von Yolanda Feindura, Bremen (2019)

Die ersten 16 Jahre ihres Werdens hat Feindura ab dem Jahr 2017 bis 2019 in sprachlich reduziert kommentierten, fotocollagierten und künstlerisch bearbeiteten Bilderbüchern dargelegt. Mit Rückgriffen auf die Lebensumstände ihrer Vorfahren konturiert sie im ersten Band Nana – Ein Bilderbuch die Jahre 1945 bis 1950, im zweiten, Nudel – Ein zweites Bilderbuch, vor allem ein Schwesternverhältnis zwischen den Jahren 1951 bis 1956, und der dritte Band, Yo – Das letzte Bilderbuch, beendet die Selbsterzählung mit einer Schilderung der Pubertätsjahre. Im Juni 2020 veröffentlichte Yolanda Feindura den fotomontierten Bildband EinWortBuch – Fortuna oder der trostlose Reichtum, der mit der Zeile schließt: „Nach Wort und Bild verschlägt es mir wieder die Sprache.“ Alle Bände sind im Künstlerinnenarchiv Bildwechsel in Hamburg für die Öffentlichkeit zugänglich.
Feindura selbst bezeichnet ihr künstlerisches Genre als Psychoanalytischen Realismus. Sie arbeitet bis heute in ihrem Atelier in Bremen.

## Ausstellungen (Auswahl)
- 1972: Yolanda Feindura, Schaufenster eines Bauunternehmens[36]
- 1985: Malerei, Atelierhof Bremen
- 1988: Verklärte Nacht, Atelierhof Bremen
- 1991: Die Farbe Schwarz, Atelierhof Bremen[37]
- 1991: LEHR- und PLANlos, aber LUSTvoll, Atelierhof Bremen
- 1992: CopyFights, Kanzlei Maly und Galerie des Westens (GaDeWe), Bremen[38]
- 2008: Der Prozeß des Zeichnens, Atelierhof Bremen
- 2010: Letzte Worte zum Trauma, Atelierhof Bremen
- 2013: Der Prozeß des Zeichnens, Villa Ichon[39]
- 2016: Ad olFactum, Salon Fehrfeld Bremen

## Veröffentlichungen (Auswahl)
- Der Prozess des Zeichnens. I, II und III. Bremen 2008.
- Ad olFactum. Eine Komick in 12 Bildern. Bremen 2016.
- Nana – Ein Bilderbuch. Otto Verlag, Bremen 2017.
- Nudel – Ein zweites Bilderbuch. Otto Verlag, Bremen 2018.
- Yo – Das letzte Bilderbuch. Otto Verlag, Bremen 2019.
- EinWortBuch – Fortuna oder der trostlose Reichtum. Otto Verlag, Bremen, 2020.